# Finley (együttes)
A Finley egy olasz együttes, ami 2000-ben alakult Milánóban. Négy tagja van: Dani (Danilo Calvio), Ka (Carmina Ruggero), Ste (Stefano Mantegazza) és Pedro (Marco Pedretti).

## Történet
Ka és Dani kezdetben egy legnanói pincében játszott rockot, Ste és Pedro pedig egy grunge-bandában. A 4 fiú 2000-ben ismerkedett össze a Zeneakadémián, ekkor született meg a Finley. (A név egy bizonyos Michael Finley NBA kosarasé, de nem annyira a kosarazásra, mint inkább a „minőségre” vonatkozik.)
Minden alkalmat megragadtak, hogy közönség előtt játszhassanak és megismerjék őket. 2004-ben, még az egyetemen, elkészítették a Make up your own mind c. videót Marco Lammana segítségével. Először 2005-ben figyelt fel rájuk Claudi Cechetto, aki aláírta velük az első lemezszerződésüket. Felvették a Make up your own mind olasz verzióját, és a Tutto é possibile („Minden lehetséges”) rögtön az olasz slágerlisták élére került. A Finley megkezdte a turnéját az országban. Az első album 2006. május 31-én került a boltokba angol és olasz dalokkal, és rögtön elkapkodták a lemezeket. Júliusban adták ki az album különleges kiadását, amin a Dentro la Scatola című szám is rajta volt. Az album az olasz toplisták első helyére jutott. Minden számot a srácok írtak, illetve Daniele Persoglio, akit a zenekar ötödik tagjaként emlegetnek. Szeptemberben jött ki a Sole di Settembre kislemezük. Ezek után bezsebeltek jó néhány díjat, a Tutto é Possibile pedig platinalemez lett. 2007-ben készült el a második album, az Adrenalina, 10 olasz és 2 angol számmal. (Az előzőn majdnem minden szám két nyelven található meg.) Sikerük azóta töretlen.

## Stílus
A Finley zenei stílusa saját meghatározás szerint HardPop. Ezt a műfajt ők teremtették, de valószínűleg ez az elnevezés illik a legjobban dalaikhoz, de érzékelhető némi rock, pop-rock illetve punk beütés is. (Leginkább Simple Plan nevű kanadai együttes stílusához hasonlítható.) Van egy Finley-idézet is, amit a zenekar gyakran ismételget: „A lemezen inkább pop van, de az élettől inkább »hard« lesz.”

## Diszkográfia
Albumaik: Tutto é possibile (2006),  Adrenalina (2007) és Adrenalina 2 (2008).
Kislemezek: Tutto é possibile (2005), Diventerai una star (2006), Dentro alla scatola (vs Mondo Marcio) (2006), Sole di settembre (2006), Fumo e cenere (2006), Scegli me (2007), Niente da perdere (2007), Adrenalina (2007), Domani (2007), Questo sono io (2007), Ricordi (2008), Your Hero (2008), Add ochi chiusi (2008) és La mia notte (2009)